# Kabelbana
"Kabelbana" kan också syfta på så kallad bergbana (benämnd som kabelbana på vissa språk).

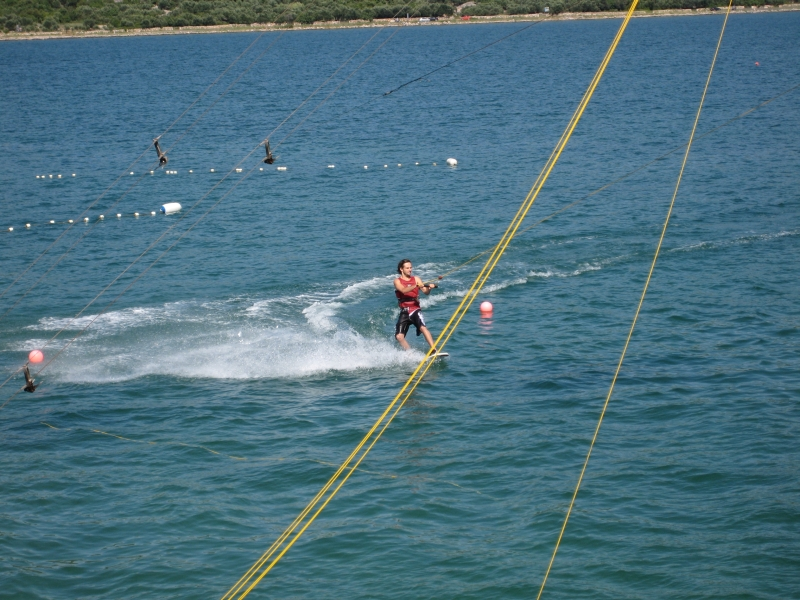
Utövning av wakeboard med kabelbana.

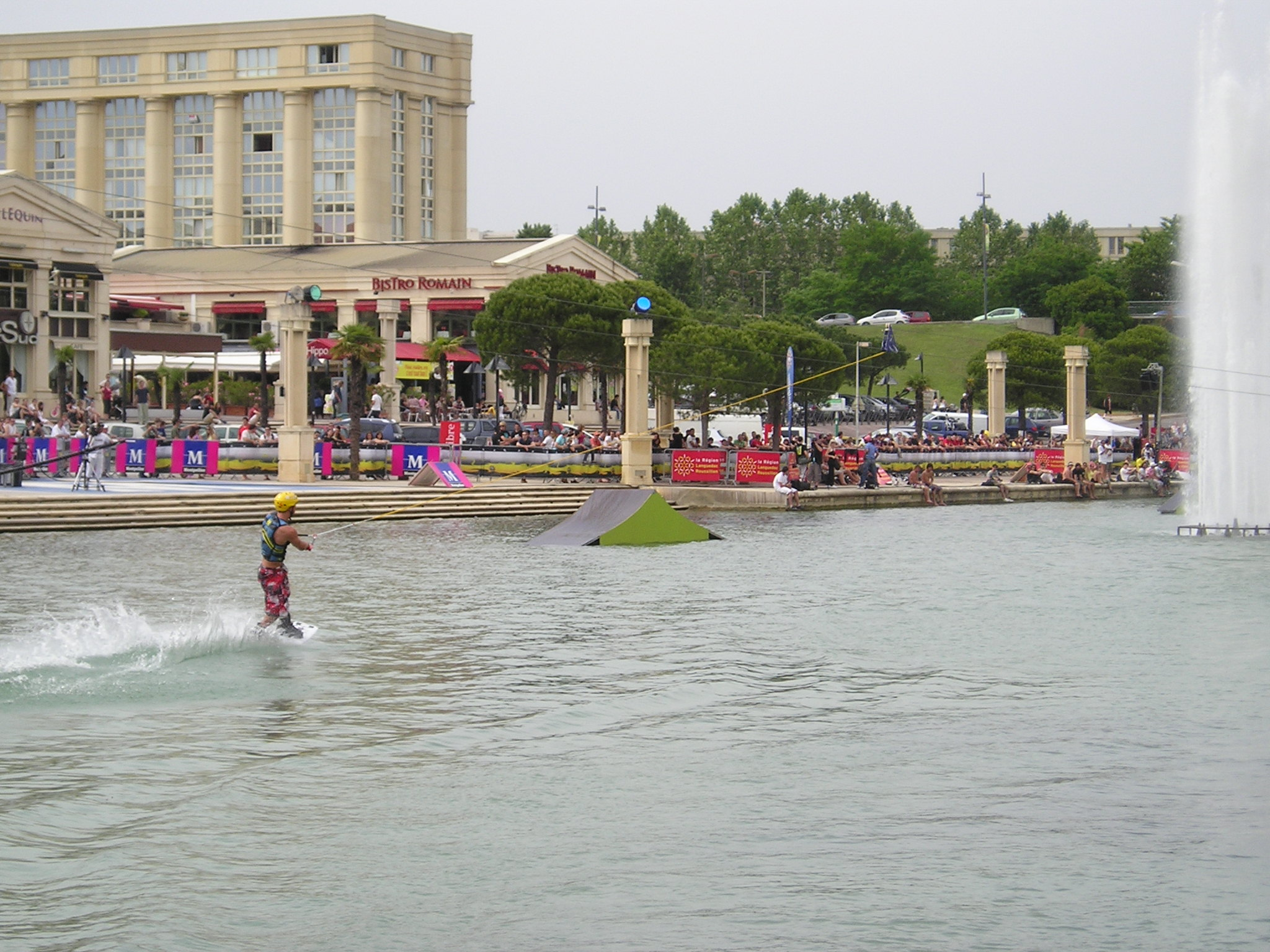

En kabelbana, eller kabelpark, är en anläggning för vattensporter som kräver draghjälp, som wakeboard, där åkaren dras av en lina fäst vid en kabel som drivs av en elmotor, ungefär som en skidlift drar en skidåkare.
I en rundbana, mellan 500 och 800 meter lång, driver en 37–39 kwh elmotor en kabel på nio meters höjd, med linor och handtag för 7–10 åkare som kan åka samtidigt på vatten, med wakeboard, wakeskate, kneeboard, vattenskidor, wakeskiis (twintips) eller liknande.
Fullutrustade kabelbanor har 4–8 olika hopp, funboxes eller sliders (rails), kallade "obstacles" för åkarna att åka och göra olika trick på. Detta gör kabelbanor snarlika de alpina snowboard-parkerna, dock på ett annat medium än snö. Uttrycket för de olika "obstacles" som förekommer, liksom benämningen på olika trick och trickgrupper, är snarlika de inom snowboard och/eller skateboard.
Moderna kabelbanor har elektroniska armband för varje åkare och ett IT-system för att hålla reda på varje åkare och hur länge de befunnit sig i banan. Många kabelparker har även så kallade "2.0-system", en slags "minikabel" mellan två pyloner, snarlikt de på marknaden förekommande vinsch-systemen för brädåkning. Ofta används dessa minikabelbanor för nybörjare, för att lära sig starter med mera.
Cable Wakeboard är en egen disciplin inom International Waterski and Wakeboard Federation (IWWF), med såväl EM- som VM-tävlingar. 
Av historiska och geografiska skäl skiljer sig vattensport åt, beroende på vilket land man är bosatt i. I Sverige har båtdragen vattensport sedan 1960-talet varit dominerande, bland annat genom den unika svenska allemansrätten. I Europa, där folkmängden och begränsad yta skapat andra regelverk, är kabelbanor vanligt förekommande. I Tyskland finns cirka 70 banor och i Frankrike ett tjugotal. I Nederländerna finns 16 stycken, i Slovakien fem stycken och Danmark har två stycken. Även Norge har två stycken och Finland har en. Sverige har sedan 2011 två fullsize banor, en vid Stockholm-Arlanda och en i Fagersta. Därutöver finns det ett antal "2.0 system", dvs. en mindre kabelbana för en åkare i taget i bl.a. Uddevalla, Härryda och Östersund. 
De möjligen mest kända kabelbanorna ligger i USA, där OWC - Orlando Water Complex - möjligen är det mest kända. Även i länder som Filippinerna, Thailand, Indonesien, Ryssland, Ukraina och Australien har kabelparker. 
Fördelen med en kabelpark är att kunna dra 7-10 åkare samtidigt och under en dag dra upp till 150 åkare med en eldriven kabelmotor. Jämfört med samma antal åkare efter lika många bensindrivna båtar är det en miljömässig vinst. Det ger även möjligheten att pröva vattensporterna utan stora investeringar i dragbåtar och utrustning. Elmotorn för en kabelbana förbrukar el motsvarande en normalstor villa årligen, varför såväl den direkta kostnaden och miljökostnaden per åkare (capita) således kan bedömas som låg.

## Fullstora kabelparker

### Fagersta Cable Park
Fagersta Cable Park är den första fullstora kabelparken i Sverige. Den är 610 meter lång, består av 6 master och kan ta 8 personer åt gången. 
Hinder:
- Kickers
- Flatbars
- Funbox

### The Cable Park Stockholm - Arlanda
The Cable Park Stockholm-Arlanda består av en 623 meter lång bana som bärs upp av 5 master. Det är en Rixen Seilbahnen anläggning. Förutom den stora kableparken så finns en mindre kabelbana med två master som används som övningskabel för nybörjare.
Hinder:
- Större kicker
- Mindre kicker
- Mindre kicker, men med lite högre vinkel
- Funbox
- Slider, 19 meter
- Grind box
- A-frame med box
- Pipe-rail, 16 meter 0,9 i diameter

## 2.0 kabelsystem

### Bromölla Cable Park (BCP)
Ett 2.0 kabelsystem i Bromölla. 
- 2 kickers
- 1 Rooftop/box 18m
- 1 Flatbox 18m

### Lagunen Cable Park
Lagunen Cable Park ligger i Härryda, strax utanför Göteborg och 3 minuter från Landvetter flygplats. Den består av ett 2.0 kabelsystem från Sesitec. Det bedrivs av Göteborgs Wakeboardklubb.
Hinder:
- 2 kickers
- Flatbar
- Rund slider

### Skånes Kabelsportförening
Skånes Kabelsportförening driver ett 2.0 system vid Limhamn Ön i Malmö.
Hinder:
- 2 kickers
- 2 rails

### Surfbukten
Surfbukten ligger i Östersund och består av ett 2.0 system. Kabeln är 150 meter lång.
Hinder:
- 2 kickers
- Silder

### WCPE
WCPE ligger en bit utanför Uddevalla och består av ett 2.0 kabelsystem. 
Hinder:
- 2 kickers
- Flatbar
- Funbox